# Boston Manor (stanice metra v Londýně)
Boston Manor je stanice metra v Londýně, otevřená 1. května 1883 jako Boston Road. 11. prosince 1911 proběhlo přejmenování na dnešní jméno. Autobusové spojení zajišťují linky 195 a E8. Stanice se nachází v přepravní zóně 4 a leží na lince:
- Piccadilly Line mezi stanicemi Osterley a Northfields.

V minulosti ležela stanice na lince District Line.
| Rok  | Počet cestujících |
| ---- | ----------------- |
| 2011 | 1,89 mil          |
| 2012 | 1,95 mil          |
| 2013 | 2,08 mil          |
| 2014 | 2,28 mil          |